# 內格雷特

內格雷特（西班牙語：Negrete），是智利的城鎮，位於該國中部比奧比奧大區的比奧比奧省，始建於1551年，面積156.5平方公里，海拔高度71米，2012年人口9,394人，人口密度每平方公里60人。
37°35′0″S 72°32′0″W / 37.58333°S 72.53333°W